# Mistrovství Československa ve skocích do vody 1983
Mistrovství Československa ve skocích do vody 1983 se konalo ve dnech 30.–31. července 1983 v Praze.

## Ženy

### 3 m prkno
| Poř.             | Jméno             | Oddíl    | Body        |
| Zlatá medaile    | Heidemarie Grecká | VŠ Praha | 488,58      |
| Stříbrná medaile | Hejlová           | VŠ Praha | 355,23 bodů |
| Bronzová medaile | Beranová          | VŠ Praha | 296,67 bodů |

### 10 m věž
| Poř.             | Jméno      | Oddíl    | Body   |
| Zlatá medaile    | Novotná    | VŠ Praha | 363,06 |
| Stříbrná medaile | Niederlová | VŠ Praha | 350,22 |
| Bronzová medaile | Lingová    | VŠ Praha | 316,80 |